# Wilmington (comté de Greene, Illinois)
Pour les articles homonymes, voir Wilmington.
Wilmington est un village du comté de Greene dans l'Illinois, aux États-Unis,. Situé au nord du comté, il est incorporé le 7 janvier 1876.

## Démographie
Lors du recensement de 2010, le village comptait une population de 142 habitants. Elle est estimée, en 2016, à 134 habitants.

## Source de la traduction
- (en) Cet article est partiellement ou en totalité issu de l’article de Wikipédia en anglais intitulé « Wilmington, Illinois » (voir la liste des auteurs).